# Hideki Seo

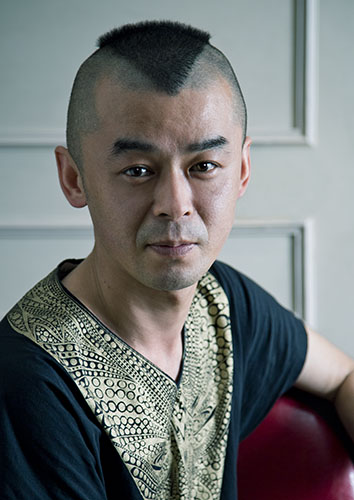
Hideki Seo (2015)

Hideki Seo (瀬尾 英樹; * 10. Mai 1974 in Hiroshima, Japan; † 21. März 2024 in Paris, Frankreich) war ein japanisch-französischer Modedesigner und Künstler.

## Leben
Hideki Seo studierte von 1994 bis 1998 Visual Design an der Kyoto University of Art and Design in Kyoto, Japan und war zunächst als Grafikdesigner tätig. Von 2001 bis 2005 studierte er an der belgischen Koninklijke Academie voor Schone Kunsten van Antwerpen. Nach einer Tätigkeit bei dem belgischen Modedesigner Walter Van Beirendonck war er ab 2006 Designer im Atelier von Azzedine Alaïa in Paris.
Er präsentierte Kunstprojekte in Museen in Belgien, Frankreich, den Niederlanden, Schweden, Tschechien und den USA.
Seo starb am 21. März 2024 im Alter von 49 Jahren in Paris.

## Auszeichnungen und Preise (Auswahl)
- Laureate Prize of Magazine ‘Week-end knack’
- Laureate Grand Prize of ‘Perfume project IFF New York’
- Laureate Fashion week Brussels, Grand Prize by Magasine “Le Vif/L’Express”

## Schriften
- Hideki Seo, 2014, ISBN 978-2-7466-7161-4